# Neuropterida
Neuropterida é um clado (as vezes colocado no nivel de superordem) de insetos holometábolos. Abrange as ordens Megaloptera, Neuroptera e Raphidioptera. Historicamente, eram conhecidos como Neuroptera, mas este nome refere-se agora a uma ordem, que era anteriormente conhecida como Planipennia. Como fazem parte dos Endopterygota e estão relacionados com os Coleoptera, podem ser considerados um táxon sem uma classificação atribuída. Alternativamente, os Endopterygota poderiam ser considerados um clado não categorizado, que seria dividido em inúmeras superordens (como Neuropterida) para indicar as relações próximas de certos grupos de endopterigotos.